# 빌헴스타흘 전투
빌헴스타흘 전투는 1762년 6월 24일 영국, 프로이센, 하노버, 브라운슈바이크, 헤센 연합군과 프랑스 사이에 벌어진 7년 전쟁의 전투 중 하나이다. 다시한번 프랑스군은 하노버를 위협하였고, 동맹군은 프랑스군 주위로 이동하여 포위공격한 후에 격퇴하였다.
이 전투는 동맹군의 승리로 여겨진다.